# Vojenský převrat v Mali 2020
Vojenský převrat v Mali 2020 byl úspěšný státní převrat v Mali, který se odehrál dne 18. srpna 2020. Strůjcem převratu byli vojáci maliské armády, kteří zprvu začali povstání, které se následně přelilo v ozbrojený převrat. Vojáci na korbách pick-upů vtrhli na vojenskou základnu Soundiata ve městě Kati, kde došlo k přestřelce, načež byly ze zbrojnice rozdány zbraně a zatčeni vysocí důstojníci. V ulicích města byly spatřeny tanky a obrněná vozidla, stejně jako vojenské nákladní automobily mířící do hlavního města Bamaka. Vojáci během převratu zadrželi několik vládních činitelů včetně prezidenta Ibrahima Boubacara Keïty, jenž následně rezignoval a rozpustil vládu. Šlo o druhý převrat v zemi během deseti let, po převratu z roku 2012.
Na úrovni sahelského subregionu představoval tento převrat rovněž ukončení období téměř šesti let – od povstání v Burkině Faso v roce 2014 a svržení prezidenta Blaisea Compaorého, během nichž nedošlo v západní Africe k nedemokratické změně vlády. Pro tuto část regionu, kde se řada států potýkala s občanskými válkami a násilnými konflikty, šlo o pozoruhodné období stability, během něhož se organizaci ECOWAS dokonce podařilo dosáhnout mírového řešení ústavní krize v Gambii v letech 2016–2017.

## Pozadí
Mali se od roku 2012 nacházelo ve svízelné situaci. Po svržení prezidenta Amadou Tourého vypukla válka proti separatistickým Tuaregům z Azavadu, která brzy přerostla v konflikt s radikálními islamisty z Al-Káidy a Islámského státu. V červenci 2020 došlo k rozsáhlým protestům proti prezidentovi Ibrahimovi Boubacarovi Keïtovi, které si vyžádaly nejméně 11 mrtvých a 124 zraněných. Protestující při nich vyjadřovali nespokojenost s nečinností vlády vůči probíhajícímu povstání v zemi, rozrůstající se korupcí, pandemii covidu-19 a problémy v ekonomice.

## Průběh
Ráno 18. srpna 2020 začaly vojenské oddíly skupiny pod názvem Národní výbor pro spásu lidu na vojenské základně ve městě Kati, asi 15 kilometrů od malijské metropole Bamaka, střílet do vzduchu. V pozdních hodinách téhož dne po příjezdu do hlavního města zajaly oddíly malijského prezidenta Keïtu, ministerského předsedu Boubou Cissého a další představitele vlády. Prezidenta poté přinutili rozpustit parlament a podat jeho abdikaci. Jako důvod převratu byla uvedena snaha zabránit pádu země hlouběji do chaosu. Pučisté poté přislíbili uspořádání voleb v „rozumném časovém rámci“. Keïta byl držen na vojenské základně Kati nedaleko hlavního malijského města Bamako. Převrat podpořila skupina M5-RFP stojící za rozsáhlými protesty proti Keïtově vládě v roce 2020.
Ke konci září 2020 byl novým přechodným prezidentem ustanoven penzionovaný plukovník Bah Ndaw, který obratem jmenoval přechodným ministerským předsedou Moctara Ouaneho.

## Následky
Prezident Keïta podal svou rezignaci kolem půlnoci, přitom tak rozpustil vládu a parlament. Dodal: „Nechci, aby kvůli mně byla prolita krev“. V televizním vysílání k národu následně vystoupilo pět plukovníků, vedených plukovníkem Assimim Goïtou, kteří se označili jako Národní výbor pro spásu lidu (Comité national pour le salut du peuple, CNSP). Podle mluvčího odborového svazu v jednom z hlavních bamackých nemocničních zařízení, Elhadje Djimého Kantého, byly do nemocnice v den převratu převezeny 4 zastřelené osoby a přibližně 15 zraněných, pravděpodobně zasažených zbloudilými kulkami. Pučisté popírali, že by došlo k obětem na životech, vojáci však za povzbuzování davů zejména mladých osob nepřetržitě stříleli do vzduchu.

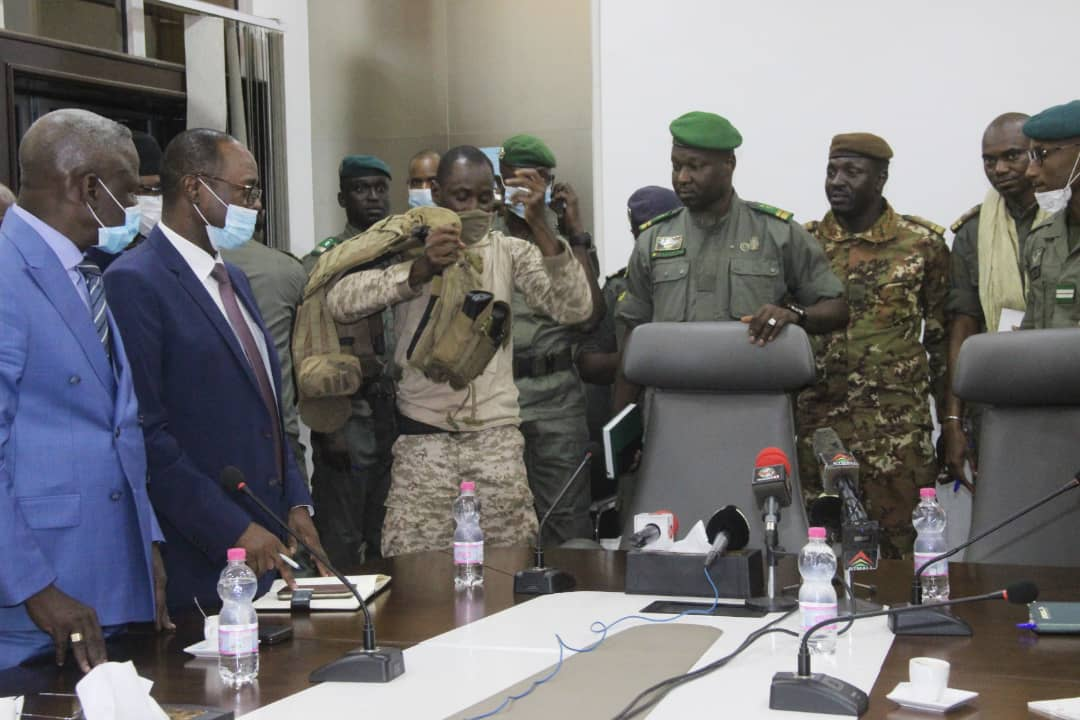
Assimi Goïta společně se zástupci Národního výboru pro spásu lidu, 19. srpna 2020

Vojenské vedení uzavřelo veškeré hraniční přechody a zavedlo noční zákaz vycházení. V prohlášení zástupce náčelníka štábu letectva Mali Ismaëla Waguého zaznělo: „Dnem 19. srpna 2020 jsou až do odvolání uzavřeny všechny letecké i pozemní hranice. Zákaz vycházení platí od 21:00 do 05:00 až do odvolání. Wagué zároveň vyzval opoziční skupiny k jednání o termínu konání nových voleb.
Po setkání s několika vojáky, kteří se na puči podíleli oznámil svůj odchod z politiky opoziční představitel Mahmoud Dicko. Prezident Keïta v září zemi opustil kvůli lékařskému ošetření ve Spojených arabských emirátech. Pětasedmdesátiletý Keïta byl již několik dní před svým odletem hospitalizován v nemocnici hlavním městě.

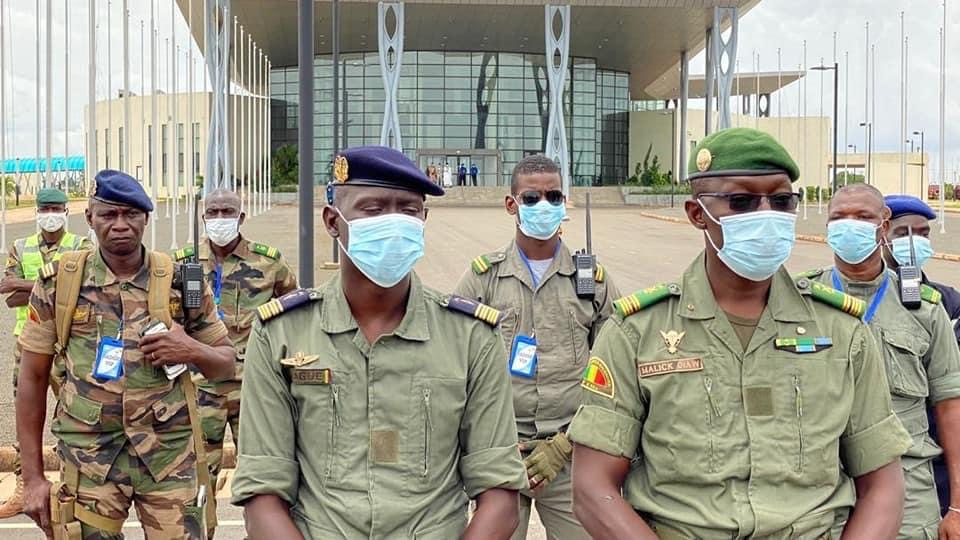
Ismaël Wagué (nalevo) a Malick Diaw, 7. září 2020

Odborníci vybraní vojenskou juntou navrhli dvouleté přechodné období pod vedením prezidenta zvoleného právě vojenskou juntou, a to navzdory výzvám sousedních států k uspořádání voleb do jednoho roku. Podle podaného návrhu by prezidenta i viceprezidenta jmenovali pučisté, přičemž prezident by poté vybíral premiéra. Hlava státu by mohla pocházet z civilního i vojenského sektoru, kandidát by však musel být ve věku mezi 35 a 75 lety a nesměl by se ucházet o zvolení po skončení přechodného období. Bezprostředně po převratu přitom vojenské vedení přislíbilo návrat civilní vlády a konání voleb v "relativně krátkém čase". 12. září 2020 se Národní výbor pro spásu lidu dohodl na osmnáctiměsíčním politickém přechodu k civilní vládě.
21. září 2020 byl prozatímním prezidentem zvolen skupinou 17 volitelů zvolen Bah Ndaw, viceprezidentem byl jmenován Goïta. Podporu prezidentovi vyjádřili mluvčí politicko-náboženského vůdce Mahmouda Dicka i lídři hnutí M5-RFP. Vláda byla slavnostně uvedena do funkce 25. září.
18. ledna 2021 oznámila přechodná vláda rozpuštění CNSP. Ačkoli původní dohoda ze září 2020 stanovila, že junta bude rozpuštěna ihned po nástupu přechodné vlády, do té doby k tomu nedošlo.

## Nárůst terorismu v oblasti
Oblast Sahelu v Západní Africe se během počátku 21. století stala celosvětovým epicentrem terorismu, když podle Indexu globálního terorismu (GTI) připadá na tento region více než polovina všech úmrtí souvisejících s terorismem. V roce 2023 zde bylo zaznamenáno 3 885 obětí z celkových 7 555 na světě, což představuje téměř desetinásobný nárůst oproti roku 2019. Nárůst extremistického násilí je připisován expanzi různých skupin, jako je odnož Islámského státu v Sahelu a Jama'at Nasr al-Islam wal-Muslimin (JNIM), které soupeří o vliv a území a zároveň uplatňují přísné právo šaría.
Povstání dále posiluje politická nestabilita, slabá správa veřejného majetku a vzestup vojenských junt po převratech v Mali, Burkině Faso, Guineji a Nigeru. Tyto skupiny financují své operace prostřednictvím únosů za výkupné, nelegální těžby zlata a obchodu s drogami – Sahel se stal významnou trasou pro pašování kokainu z Jižní Ameriky do Evropy. Vlády v regionu se mezitím odklonily od vztahů se západními zeměmi a navázaly spolupráci s Ruskem a Čínou, přičemž v oblasti bezpečnosti spoléhají na polovojenské jednotky jako je Africa Corps (dříve Wagnerova skupina), avšak s omezeným úspěchem. Násilí se navíc čím dál více šíří do sousedních zemí, např. do Toga a Beninu, což vyvolává obavy z širší destabilizace západní Afriky.

## Mezinárodní reakce
Mnohé státy a mezinárodní organizace převrat odsoudily.
Mezinárodní organizace
- Organizace spojených národů – Generální tajemník OSN António Guterres vyzval k okamžitému propuštění prezidenta Keïty a všech dalších zadržených.[1]
- Hospodářské společenství západoafrických států pozastavilo spolu s Africkou unií členství Mali v organizaci a uzavřelo hranice členských států se zemí. Vyslalo také delegaci s cílem obnovit v zemi konstituční demokracii.[1] 7. září se regionální blok organizace na setkání v Niameyi shodl na datu 15. září jako na nejzazším termínu pro jmenování nového civilního prezidenta a předsedy vlády[27]
- G5 Sahel vyzvala k propuštění Keïty a ostatních představitelů.[28]
- Evropská unie – Evropský komisař pro průmysl Thierry Breton uvedl, že EU bude trvat na včasných volbách.[1]

Státy
- Česko – Tiskové oddělení generálního štábu české armády potvrdilo, že všichni čeští vojáci působící v zemi v rámci mise EUTM jsou v pořádku.[29][30]
- Čína – Mluvčí ministerstva zahraničních věcí Čao Li-ťien odmítl násilnou změnu režimu.[31]
- Francie – Francouzský prezident Emanuel Macron vyzval jako zástupce země, která se jako bývalá koloniální mocnost podílí na financování pomoci při Válce v Mali, na návratu moci do rukou civilistů a k propuštění civilistů.[32]
- Spojené státy americké – USA v reakci na převrat přerušily 21. srpna 2020 dodávky vojenské pomoci do Mali[33]

Převzetí moci v zemi rovněž ve svých prohlášeních odsoudily státy Alžírsko, Angola, Japonsko, Jihoafrická republika, Kanada, Maroko, Německo, Nigérie, Spojené království, Španělsko, Švýcarsko, a Turecko.